# Quercus tabajdiana
Quercus tabajdiana är en bokväxtart som beskrevs av Lajos von Simonkai. Quercus tabajdiana ingår i släktet ekar, och familjen bokväxter. Inga underarter finns listade i Catalogue of Life.